# Berville-en-Caux
Berville-en-Caux is een gemeente in het Franse departement Seine-Maritime (regio Normandië). De gemeente telt 528 inwoners (2004). De plaats maakt deel uit van het arrondissement Rouen.

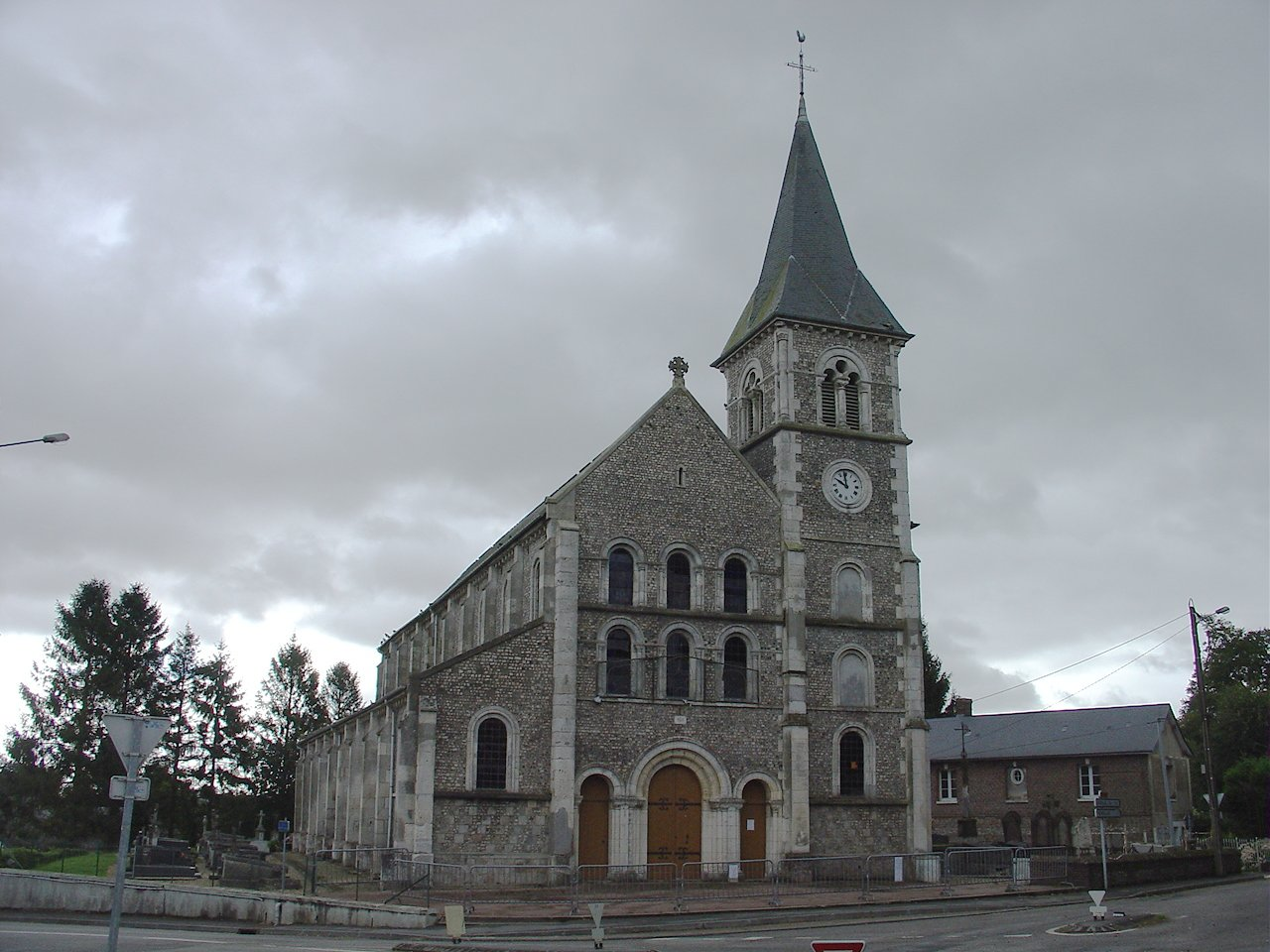
Église Saint-Wandrille (gesloopt in 2012)

## Geschiedenis
Oude vermeldingen van de plaats gaan terug tot de 12de eeuw als Berrevilla. De 18de-eeuwse Cassinikaart toont het dorp Berville.
Op het eind van het ancien régime eind 18de eeuw, toen de gemeenten werden gecreëerd, werd Berville een gemeente.
Eind 2017 werd de gemeentenaam officieel gewijzigd van Berville in Berville-en-Caux, verwijzend naar de streek van het Pays de Caux.

## Bezienswaardigheden
- De Église Saint-Wandrille werd gesloopt in 2012.

## Geografie
De oppervlakte van Berville bedraagt 6,8 km², de bevolkingsdichtheid is 77,6 inwoners per km². In het oosten van de gemeente ligt het gehucht Baudribosc.
De onderstaande kaart toont de ligging van Berville-en-Caux met de belangrijkste infrastructuur en aangrenzende gemeenten.

## Demografie
Onderstaande figuur toont het verloop van het inwonertal (bron: INSEE-tellingen).